# Oxígeno
El oxígeno es un elemento químico de número atómico 8 y número de masa (peso atómico) 15.9994 uma,  representado por el símbolo O. Su nombre proviene de las raíces griegas ὀξύς (oxys) (‘ácido’, literalmente ‘punzante’, en referencia al sabor de los ácidos) y –γόνος (-gonos) (‘productor’, literalmente ‘engendrador’; es decir, "productor de ácidos"), porque en la época en que se le dio esta denominación se creía, incorrectamente, que todos los ácidos requerían oxígeno para su composición. En condiciones normales de presión y temperatura, dos átomos del elemento se enlazan para formar el dioxígeno, un gas diatómico incoloro, inodoro e insípido con fórmula O2. Esta sustancia constituye una importante parte de la atmósfera y resulta necesaria para sostener la vida terrestre.
Forma parte del grupo de los anfígenos en la tabla periódica y es un elemento no metálico altamente reactivo que forma fácilmente compuestos (especialmente óxidos) con la mayoría de elementos, excepto con los gases nobles helio y neón. Asimismo, es un fuerte agente oxidante y tiene la segunda electronegatividad más alta de todos los elementos, solo superada por el flúor. Medido por su masa, el oxígeno es el tercer elemento más abundante del universo, tras el hidrógeno y el helio, y el más abundante en la corteza terrestre, ya que forma, prácticamente, la mitad de su masa. Debido a su reactividad química, no puede permanecer en la atmósfera terrestre como elemento libre sin ser reabastecido constantemente por la acción fotosintética de los organismos que utilizan la energía solar para producir oxígeno elemental a partir del agua. El oxígeno elemental O2 solamente empezó a acumularse en la atmósfera después de la aparición de estos organismos, aproximadamente hace 2500 millones de años. El oxígeno diatómico constituye el 20,8 % del volumen de la atmósfera terrestre.
Dado que constituye la mayor parte de la masa del agua, es también el componente mayoritario de la masa de los seres vivos. Muchas de las moléculas más importantes que forman parte de los seres vivos, como las proteínas, los ácidos nucleicos, los carbohidratos y los lípidos, contienen oxígeno, así como los principales compuestos inorgánicos que forman los caparazones, dientes y huesos animales. El oxígeno elemental se produce por cianobacterias, algas y plantas y todas las formas complejas de vida lo usan para su respiración celular. Resulta tóxico para los organismos de tipo anaerobio obligado, las formas tempranas de vida que predominaban en la Tierra hasta que el O2 comenzó a acumularse en la atmósfera. Otra forma (alótropa) del oxígeno, el ozono (O3), ayuda a proteger la biosfera de la radiación ultravioleta a gran altitud, en la llamada capa de ozono, pero es contaminante cerca de la superficie, donde es un subproducto del esmog. A altitudes aún mayores de la órbita baja terrestre, el oxígeno atómico tiene una presencia significativa y causa erosión en las naves espaciales.
Carl Wilhelm Scheele descubrió el oxígeno de forma independiente en Upsala en 1773, o incluso antes, y Joseph Priestley, en Wiltshire en 1774, pero el honor suele adjudicársele a Priestley debido a que publicó su trabajo antes. Antoine Lavoisier, cuyas investigaciones ayudaron a desacreditar la entonces popular teoría del flogisto de combustión y corrosión, acuñó el nombre «oxígeno» en 1777. Este se produce industrialmente mediante la destilación fraccionada de aire licuado, el uso de zeolita con ciclos de presión para concentrar el oxígeno del aire, la electrólisis del agua y otros medios. El oxígeno se utiliza en la producción de acero, plásticos y textiles; los propulsores de cohetes; la oxigenoterapia; y la asistencia para la respiración en aeronaves, submarinos, vuelos espaciales y submarinismo.

## Características

### Estructura

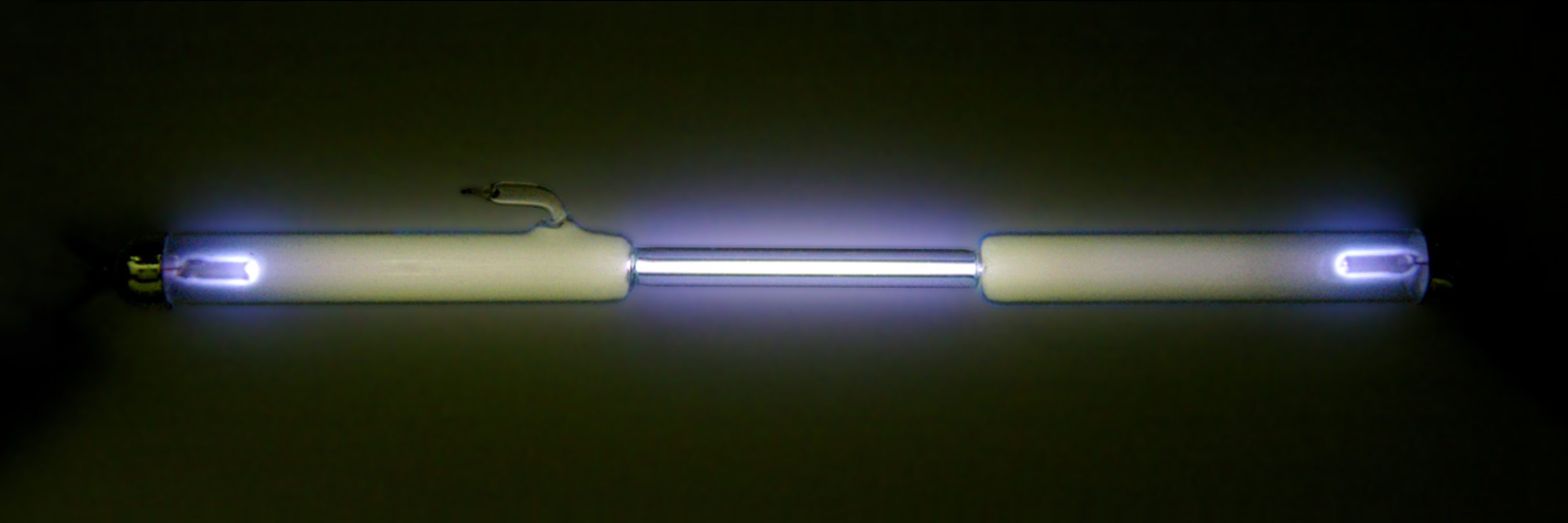
Tubo de descarga lleno de oxígeno puro.

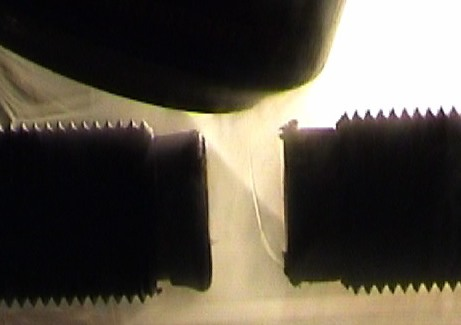
Un hilo de oxígeno líquido se desvía por un campo magnético, ilustrando su propiedad paramagnética.

En condiciones normales de presión y temperatura, el oxígeno es un gas incoloro e inodoro con fórmula molecular O2, en el que dos átomos de oxígeno se enlazan con una configuración electrónica en estado triplete. Este enlace tiene un orden de enlace de dos y se suele simplificar en las descripciones como un enlace doble o como una combinación de un enlace de dos electrones y dos enlaces de tres electrones.
El oxígeno triplete —no debe confundirse con el ozono, O3— es el estado fundamental de la molécula O2, que cuenta con dos electrones desparejados que ocupan dos orbitales moleculares degenerados. Estos orbitales se clasifican como antienlaces —debilitan el orden de enlace de tres a dos—, de manera que el enlace del dioxígeno es más débil que el triple enlace del nitrógeno diatómico, en el que todos los orbitales de los enlaces moleculares se rellenan, pero algunos orbitales de antienlace no lo están.
En su forma normal de triplete, las moléculas de O2 son paramagnéticas; es decir, que en presencia de un campo magnético forman un imán, debido al momento magnético del espín de los electrones desparejados en la molécula y la interacción de canje negativa entre moléculas de O2 contiguas. Un imán atrae al oxígeno líquido hasta tal punto que, en demostraciones de laboratorio, un hilo de oxígeno líquido puede sostenerse contra su propio peso entre los polos de un imán potente.
El oxígeno molecular singlete es un nombre dado a varias especies de O2 de mayor energía, en las que todos los espínes de los electrones se emparejan. Es mucho más reactivo con moléculas orgánicas habituales que el oxígeno molecular en sí mismo. En la naturaleza, el oxígeno singlete se suele formar con el agua en la fotosíntesis, usando la energía solar. También se produce en la troposfera a causa de la fotólisis del ozono por la luz de onda corta, así como por el sistema inmunitario como una fuente de oxígeno activo. En los organismos fotosintéticos —y posiblemente también en los animales—, los carotenoides cumplen un rol fundamental en la absorción de energía del oxígeno singlete y la conversión de este a su estado no excitado antes de que pueda causar daño a los tejidos.
Energía de disociación
Energía de disociación de las moléculas diatómicas O‑X a 25 °C en kJ/mol (en condiciones de laboratorio):
| H 429,91 |          |          |          |          |        |          |        |          |          |          |        |          |           |          |          |           | He      |
| Li 340,5 | Be 437   |          |          |          |        |          |        |          |          |          |        | B 809    | C 1076,38 | N 631,62 | O 498,36 | F 220     | Ne      |
| Na 270   | Mg 358,2 |          |          |          |        |          |        |          |          |          |        | Al 501,9 | Si 799,6  | P 589    | S 517,9  | Cl 267,47 | Ar      |
| K 271,5  | Ca 383,3 | Sc 671,4 | Ti 666,5 | V 637    | Cr 461 | Mn 362   | Fe 407 | Co 397,4 | Ni 366   | Cu 287,4 | Zn 250 | Ga 374   | Ge 657,5  | As 484   | Se 429,7 | Br 237,6  | Kr 8    |
| Rb 276   | Sr 426,3 | Y 714,1  | Zr 766,1 | Nb 726,5 | Mo 502 | Tc 548   | Ru 528 | Rh 405   | Pd 238,1 | Ag 221   | Cd 236 | In 346   | Sn 528    | Sb 434   | Te 377   | I 233,4   | Xe 36,4 |
| Cs 293   | Ba 562   | *        | Hf 801   | Ta 839   | W 720  | Re 627   | Os 575 | Ir 414   | Pt 418,6 | Au 223   | Hg 269 | Tl 213   | Pb 382,4  | Bi 337,2 | Po       | At        | Rn      |
| Fr       | Ra       | **       | Rf       | Db       | Sg     | Bh       | Hs     | Mt       | Ds       | Rg       | Cn     | Nh       | Fl        | Mc       | Lv       | Ts        | Og      |
| *        | La 798   | Ce 790   | Pr 740   | Nd 703   | Pm     | Sm 573   | Eu 473 | Gd 715   | Tb 694   | Dy 615   | Ho 606 | Er 606   | Tm 514    | Yb 387,7 | Lu 669   |           |         |
| **       | Ac 794   | Th 877   | Pa 792   | U 755    | Np 731 | Pu 656,1 | Am 553 | Cm 732   | Bk 598   | Cf 498   | Es 460 | Fm 443   | Md 418    | No 268   | Lr 665   |           |         |

### Alótropos

El ozono es un gas poco común en la Tierra y se encuentra en su mayor parte en la estratosfera.

El alótropo más normal del oxígeno elemental es el llamado dioxígeno (O2), que tiene una longitud de enlace de 121 pm y una energía de enlace de 498 kJ·mol−1. Esta es la forma que usan las formas de vida complejas, como los animales, en su respiración celular (véase rol biológico) y es la forma que tiene una gran importancia en la composición de la atmósfera terrestre (véase Abundancia).
El trioxígeno (O3) se conoce habitualmente como ozono y es un alótropo muy reactivo, dañino para el tejido pulmonar. El ozono se produce en la atmósfera superior cuando el O2 se combina con el oxígeno atómico a causa de la división del O2 por la radiación ultravioleta. Ya que el ozono es un poderoso absorbente en la región ultravioleta del espectro electromagnético, la capa de ozono de la atmósfera superior funciona como un escudo protector de la radiación que recibe el planeta. Cerca de la superficie terrestre, no obstante, es un contaminante formado como subproducto de las emisiones de automóviles. La molécula metaestable del tetraoxígeno (O4) no fue descubierta hasta 2001, y se dio por descontado que existía en una de las seis fases del oxígeno sólido. En 2006 se demostró que esta fase, creada mediante la presurización del O2 a 20 GPa, es, de hecho, un clúster O8 de sistema trigonal. Este clúster tiene potencial para ser un oxidante mucho más potente que el O2 y el O3 y podría, por tanto, ser usado como propulsor de cohetes. En 1990 se descubrió una fase metálica cuando el oxígeno sólido se somete a una presión superior a 96 GPa y se demostró en 1998 que a temperaturas muy bajas se convierte en superconductor.

### Propiedades físicas

En la fase tardía de la vida de una estrella masiva, el ^{16}O se concentra en la capa O, el ^{17}O lo hace en la capa H y el ^{18}O en la capa He.

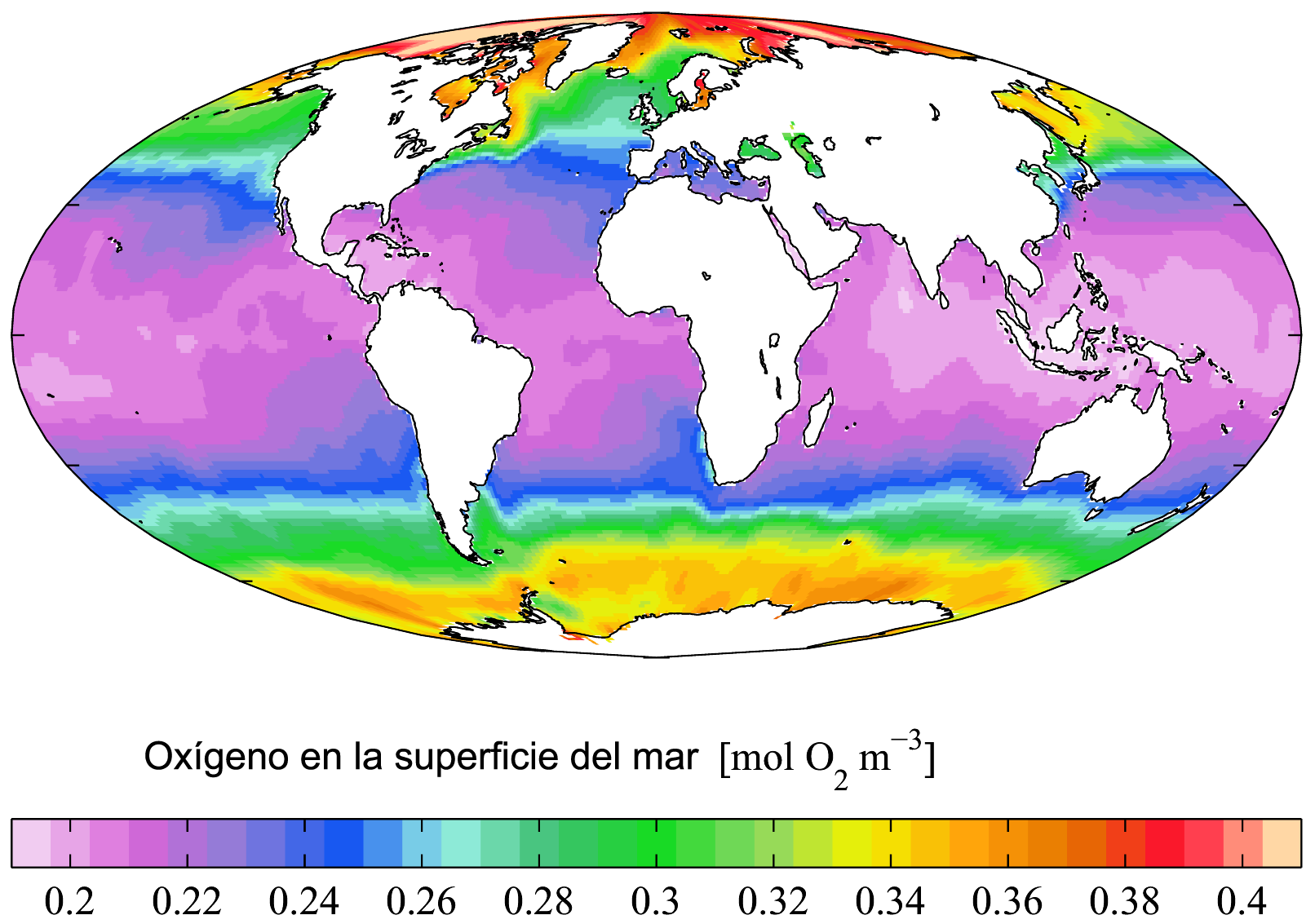
El agua fría contiene más O_{2} disuelto.

El oxígeno es más soluble en agua que el nitrógeno; esta contiene aproximadamente una molécula de O2 por cada dos moléculas de N2, comparado con la proporción en la atmósfera, que viene a ser de 1:4. La solubilidad del oxígeno en el agua depende de la temperatura, disolviéndose alrededor del doble (14.6 mg·L−1) a 0 °C que a 20 °C (7.6 mg·L−1). A 25 °C y 1 atmósfera de presión, el agua dulce contiene alrededor de 6.04 ml) de oxígeno por litro, mientras que el agua marina contiene alrededor de 4.95 ml por litro. A 5 °C la solubilidad se incrementa hasta 9.0 ml (un 50 % más que a 25 °C) por litro en el agua y 7.2 ml (45 % más) en el agua de mar.
El oxígeno se condensa a 90.20 K (−182.95 °C, −297.31 °F) y se congela a 54.36 K (−218.79 °C, −361.82 °F). Tanto el O2 líquido como el sólido son sustancias con un suave color azul cielo causado por la absorción en el rojo, en contraste con el color azul del cielo, que se debe a la dispersión de Rayleigh de la luz azul. El O2 líquido de gran pureza se suele obtener a través de la destilación fraccionada de aire licuado. El oxígeno líquido también puede producirse por condensación del aire, usando nitrógeno líquido como refrigerante. Es una sustancia altamente reactiva y debe separarse de materiales inflamables.

### Isótopos y origen estelar
El oxígeno que se encuentra en la naturaleza se compone de tres isótopos estables: 16O, 17O y 18O, de los que el 16O es el más abundante (99.762 % de abundancia natural).
La mayor parte del 16O se sintetiza al final del proceso de combustión del helio en una estrella masiva, pero otra parte se produce en el proceso de combustión del neón. El 17O surge fundamentalmente por la combustión del hidrógeno en helio durante el ciclo CNO, convirtiéndolo en un isótopo común en las zonas de combustión de hidrógeno en las estrellas. Por su parte, la mayoría del 18O se produce cuando el 14N —que abunda debido a la combustión CNO— captura un núcleo de 4He, lo que origina una gran abundancia de 18O en las zonas ricas en helio de las estrellas masivas.
Se han caracterizado catorce radioisótopos, de los que los más estables son el 15O con un periodo de semidesintegración de 70.606 s. Todos los restantes isótopos radiactivos tienen periodos de semidesintegración inferiores a 27 s y la mayor parte de estos, inferiores a 83 ms. La forma de descomposición de los isótopos más ligeros que el 16O es la descomposición β+ para producir nitrógeno y, para los más pesados que el 18O, la desintegración beta para formar flúor.

### Abundancia

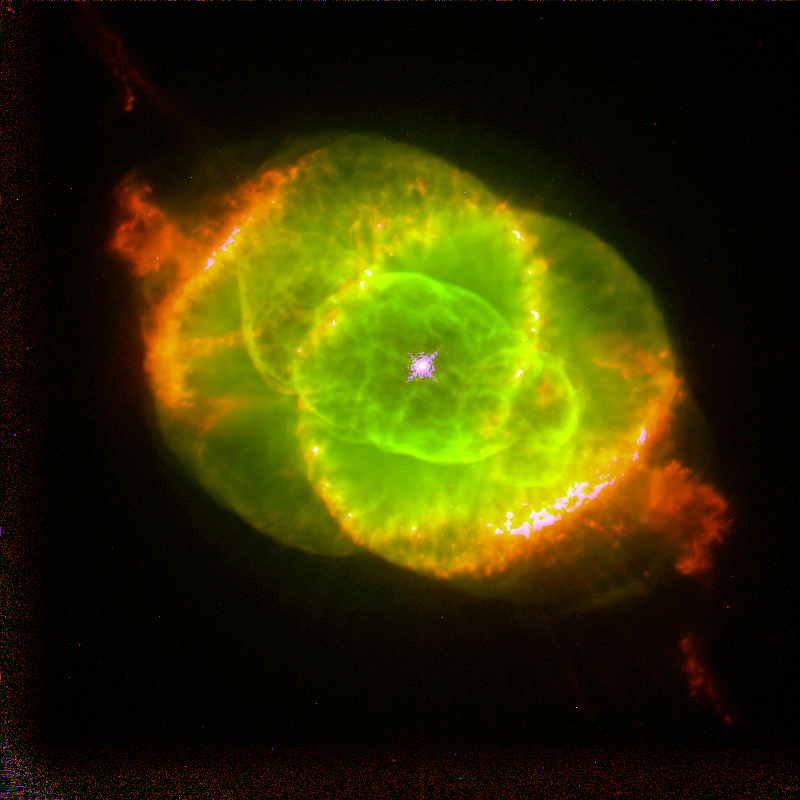
La nebulosa Ojo de Gato tiene regiones ricas en oxígeno ionizado, mostrado de color verde en la imagen.

El oxígeno es el elemento químico más abundante, por masa, en la biosfera, el aire, el mar y el suelo terrestres. Es, asimismo, el tercero más abundante en el universo, tras el hidrógeno y el helio. Alrededor del 0,9 % de la masa del Sol es oxígeno, que constituye también el 49.2 % de la masa de la corteza terrestre y es el principal componente de los océanos de la Tierra (88.8 % de su masa total). El oxígeno gaseoso es el segundo componente más abundante en la atmósfera terrestre, ya que supone un 20.8 % de su volumen y el 23.1 % de su masa (unas 1015 toneladas). La Tierra es una excepción entre los planetas del sistema solar por la alta concentración de oxígeno gaseoso en su atmósfera; por ejemplo, Marte (con un 0.1 % de O2 del total de su volumen) y Venus tienen concentraciones mucho menores. Sin embargo, el O2 que rodea a estos planetas proviene exclusivamente de la reacción que sufren moléculas que contienen oxígeno, como el dióxido de carbono, por efecto de la radiación ultravioleta.
La inusualmente alta concentración de oxígeno gaseoso en la Tierra es el resultado del ciclo de circulación. Este ciclo biogeoquímico describe el movimiento del oxígeno en el interior de sus tres principales reservas en el planeta: la atmósfera, la biosfera y la litosfera. El factor de conducción más importante en este ciclo es la fotosíntesis, responsable de la atmósfera moderna de la Tierra, que libera oxígeno en la atmósfera, mientras que los procesos de respiración y descomposición lo eliminan. En el equilibrio actual, la producción y el consumo tienen lugar con un ratio aproximado de 1/2000 de la totalidad del oxígeno atmosférico por año.
| Z  | Elemento  | Fracción másica en partes por millón |
| -- | --------- | ------------------------------------ |
| 1  | Hidrógeno | 739 000                              |
| 2  | Helio     | 240 000                              |
| 8  | Oxígeno   | 10 400                               |
| 6  | Carbono   | 4600                                 |
| 10 | Neón      | 1340                                 |
| 26 | Hierro    | 1090                                 |
| 7  | Nitrógeno | 960                                  |
| 14 | Silicio   | 650                                  |
| 12 | Magnesio  | 580                                  |
| 16 | Azufre    | 440                                  |

El oxígeno no combinado también se halla en soluciones en las masas de agua del planeta. La mayor solubilidad del O2 a baja temperatura (véase Propiedades físicas) tiene implicaciones importantes para la vida marina, ya que los océanos polares sostienen una densidad de vida mucho mayor debido a su superior contenido de oxígeno. La cantidad de O2 en el agua puede haberse visto reducida por la contaminación hídrica, debido a la acción de la descomposición de las algas y otros biomateriales por un proceso llamado eutrofización. Los científicos evalúan este aspecto de la calidad del agua a través de la medición de su demanda biológica de oxígeno, o cantidad de O2 necesaria para restaurarla a una concentración normal.

## Rol biológico

### Fotosíntesis y respiración

La fotosíntesis divide el agua para liberar O_{2} y une el CO_{2} al azúcar.

El oxígeno es liberado por las bacterias fotosintéticas, las algas y las plantas mediante la fotosíntesis. En el proceso inverso los organismos aerobios, mediante la respiración, usan el oxígeno para convertir los nutrientes en energía (ATP). La disminución de oxígeno provoca hipoxemia y su falta total, anoxia, lo que puede provocar la muerte del organismo.
En la naturaleza el oxígeno no combinado se produce por la fotodescomposición del agua durante la fotosíntesis. Según algunas estimaciones, las algas verdes y las cianobacterias de ambientes marinos proporcionan alrededor del 70 % del producido en la Tierra, y las plantas terrestres, el resto. Unos investigadores estiman que la contribución oceánica al oxígeno atmosférico es aún mayor, mientras que otros la sitúan por debajo, en torno a un 45 % del oxígeno atmosférico total del planeta cada año.
Una fórmula global simplificada de la fotosíntesis es:
La evolución fotolítica del oxígeno tiene lugar en las membranas tilacoides de los organismos fotosintéticos y requiere la energía de cuatro fotones. Están implicados muchos procesos, pero el resultado es la formación de un gradiente de un protón a través de la membrana tilacoide, que se usa para sintetizar adenosín trifosfato (ATP) por la fotofosforilación. El O2 restante tras la oxidación de la molécula de agua se libera a la atmósfera.
El dioxígeno molecular es esencial para la respiración celular en todos los organismos aerobios, ya que las mitocondrias lo usan para ayudar a generar adenosín trifosfato durante la fosforilación oxidativa. La reacción para la respiración aerobia es básicamente lo contrario que la fotosíntesis y se simplifica de la siguiente forma:
En los vertebrados el O2 se difunde por membranas pulmonares hacia los glóbulos rojos. La hemoglobina envuelve el O2 y hace que cambie su color de un rojo azulado a un rojo brillante (el CO2 se libera desde otra parte de la hemoglobina mediante el efecto Bohr). Otros animales usan la hemocianina (moluscos y algunos artrópodos) o la hemeritrina (arañas y langostas). Un litro de sangre puede disolver 200 cm³ de O2.
Las especies reactivas de oxígeno, como el ion superóxido (O2-) y el peróxido de hidrógeno, son peligrosos subproductos del uso de oxígeno en los organismos. Algunas partes del sistema inmunitario de organismos más avanzados, sin embargo, crean peróxido, superóxido y oxígeno singlete para destruir microbios invasores. Las especies reactivas de oxígeno también tienen un papel importante en la respuesta hipersensible de las plantas contra ataques patógenos.
Un adulto humano en reposo respira de 1.8 a 2.4 g de oxígeno por minuto. Sumada la cantidad inhalada por todas las personas del planeta, hace un total de 6000 millones de toneladas de oxígeno por año.

### Contenido en el cuerpo
| Unidad | Presión alveolar de los gases pulmonares | Oxígeno de la sangre arterial | Gas sanguíneo venoso |
| ------ | ---------------------------------------- | ----------------------------- | -------------------- |
| kPa    | 14.2                                     | 11‑13                         | 4.0‑5.3              |
| mmHg   | 107                                      | 75‑100                        | 30‑40                |

El contenido de oxígeno en el cuerpo de un ser vivo es normalmente mayor en el sistema respiratorio y disminuye a lo largo de cualquier sistema arterial, los tejidos periféricos y el sistema venoso, respectivamente. El contenido de oxígeno en este sentido se suele dar como la presión parcial, que es la presión que tendría el oxígeno si ocupase por sí solo el volumen de las venas.

### Acumulación en la atmósfera

Acumulación del O_{2} en la atmósfera terrestre: 1) Sin producción de O_{2}; 2) O_{2} producido, pero absorbido en océanos y rocas del fondo marino; 3) El O_{2} comienza a salir de los océanos, pero es absorbido por la superficie terrestre y debido a la formación de la capa de ozono; 4–5) El O_{2} desciende y el gas se acumula.

El oxígeno gaseoso no combinado era casi inexistente en la atmósfera terrestre antes de la evolución de las bacterias y arqueobacterias fotosintéticas. Apareció por primera vez en cantidades significativas durante el Paleoproterozoico (hace alrededor de 2500 y 1600 millones de años). En un principio, el oxígeno se combinó con Hierro disuelto en los océanos para crear formaciones de hierro bandeado. Los océanos comenzaron a exhalar oxígeno no combinado hace 2700 millones de años, y se alcanzó el 10 % de su nivel actual hace unos 1700 millones de años.
La presencia de grandes cantidades de oxígeno no combinado disuelto en los océanos y la atmósfera pudo haber conducido a la extinción de la mayoría de los organismos anaerobios que vivían entonces, durante la Gran Oxidación (catástrofe del oxígeno) hace unos 2400 millones de años. Sin embargo, el uso de O2 en la respiración celular permite producir a los organismos aerobios mucho más ATP que los anaerobios, lo que ayuda a los primeros a dominar la biosfera de la Tierra. La fotosíntesis y la respiración celular del O2 permitieron la evolución de las células eucariotas y, finalmente, la aparición de organismos multicelulares complejos como plantas y animales.
Desde el comienzo del periodo Cámbrico hace 540 millones de años, los niveles de O2 han fluctuado entre el 15 % y el 30 % por volumen. Hacia finales del Carbonífero (hace unos 300 millones de años) el nivel de O2 en la atmósfera alcanzó un volumen máximo del 35 %, que pudo haber contribuido al gran tamaño de los insectos y anfibios de aquella época. La actividad humana, aun si se considera la combustión de 7000 millones de toneladas de combustible fósil cada año, ha tenido un impacto muy pequeño en la cantidad de oxígeno combinado en la atmósfera. Con los niveles actuales de fotosíntesis, llevaría unos 2000 años regenerar la cantidad total de O2 en la atmósfera actual.

## Historia

### Primeros experimentos

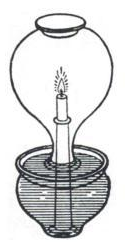
El experimento de Filón inspiró a investigadores posteriores.

Uno de los primeros experimentos conocidos sobre la relación entre la combustión y el aire lo desarrolló el escritor sobre mecánica de la Antigua Grecia Filón de Bizancio, en el S. II a. C. En su obra Pneumática, Filón observó que al invertir un recipiente sobre una vela prendida y rodear el cuello de este con agua, una parte del líquido subía por el cuello. Supuso, de forma incorrecta, que algunas partes del aire en el recipiente se convertían en elemento clásico del fuego y, entonces, era capaz de escapar a través de poros en el cristal. Muchos siglos después, Leonardo da Vinci observó que una porción del aire se consume durante la combustión y la respiración.
A finales del siglo XVII, Robert Boyle probó que el aire es necesario para la combustión. El químico inglés John Mayow perfeccionó su trabajo mostrando que solo requería de una parte del aire, que llamó spiritus nitroaereus o simplemente nitroaereus. En un experimento descubrió que al colocar tanto un ratón como una vela encendida en un contenedor cerrado sobre agua, hacía que esta subiera y reemplazara un catorceavo del volumen del aire antes de que se apagara la vela o muriera el ratón. Debido a esto supuso que el nitroaereus se consume tanto por la respiración como por la combustión.
Mayow observó que el antimonio incrementaba su peso al calentarse e infirió que el nitroaereus debía haberse combinado con él. Pensó también que los pulmones separaban el nitroaereus del aire y lo pasaban a la sangre y que el calor animal y el movimiento muscular eran producto de la reacción del nitroaereus con ciertas sustancias en el cuerpo. Publicó informes sobre estos experimentos y otras ideas en 1668, en su obra Tractatus duo, en el tratado «De respiratione».

### Teoría del flogisto

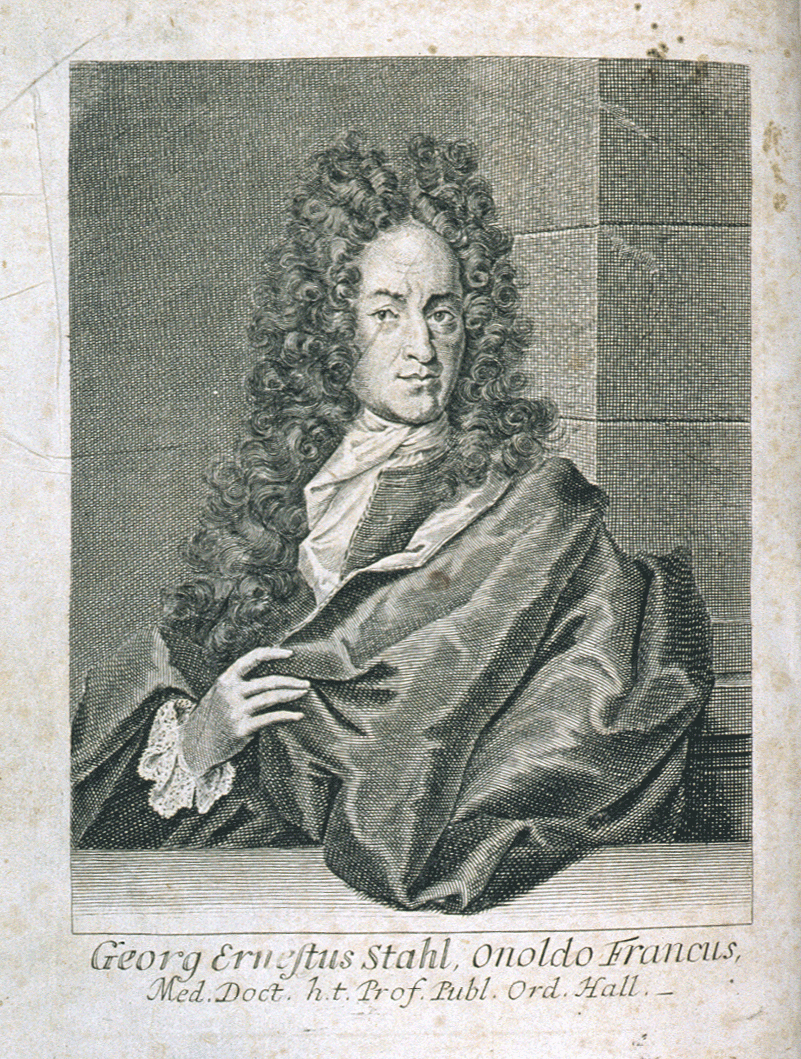
Georg Stahl ayudó a desarrollar y popularizar la teoría del flogisto.

Robert Hooke, Ole Borch, Mijaíl Lomonósov y Pierre Bayen produjeron oxígeno durante experimentos entre los siglos XVII y XVIII, pero ninguno de ellos lo reconoció como un elemento. Esto pudo deberse en parte a la prevalencia de la filosofía de la combustión y la corrosión, denominada teoría del flogisto, que por aquel entonces era la explicación predilecta para esos procesos.
Esta teoría, establecida en 1667 por el químico alemán Johann Joachim Becher y modificada por el también químico Georg Stahl en 1731, postulaba que todos los materiales combustibles constaban de dos partes; una, llamada flogisto, que era emitida al quemar la sustancia en cuestión, y otra, denominada desflogisticada, que se tenía por su verdadera forma o calx (ceniza; creta en latín).
Los materiales altamente combustibles que dejan poco residuo, como la madera o el carbón, se creían hechos en su mayor parte por flogisto, mientras las sustancias no combustibles que se corroen, como el hierro, contienen muy poco. El aire no tenía ningún papel en la teoría del flogisto ni se realizaron experimentos cuantivativos para poner a prueba la idea; por el contrario, se basaba en observaciones de lo que sucedía cuando algo se quemaba: los objetos más comunes parecían volverse más ligeros y perder algo en el proceso. El hecho de que una sustancia como la madera realmente ganara peso en su conjunto durante el quemado se ocultaba por la flotabilidad de los productos gaseosos de la combustión. Una de las primeras pistas sobre la falsedad de la teoría del flogisto fue que los metales también ganaban peso en la oxidación (cuando supuestamente perdían flogisto).

### Descubrimiento

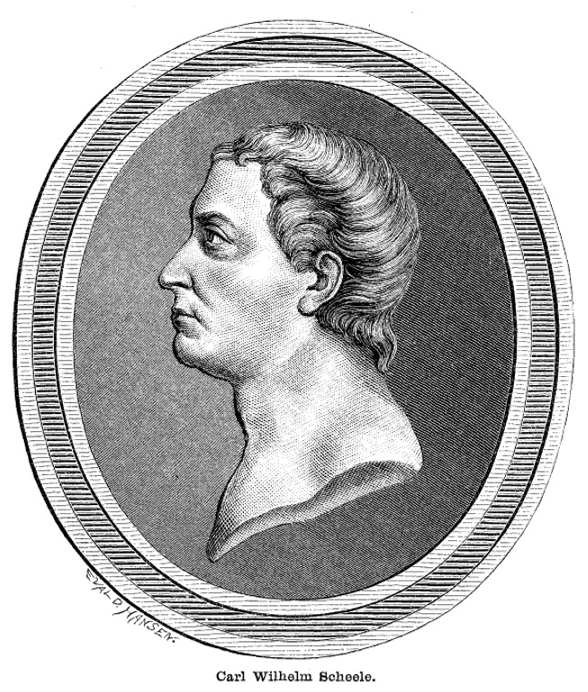
Carl Wilhelm Scheele se adelantó a Priestley en el descubrimiento, pero publicó su trabajo con posterioridad.

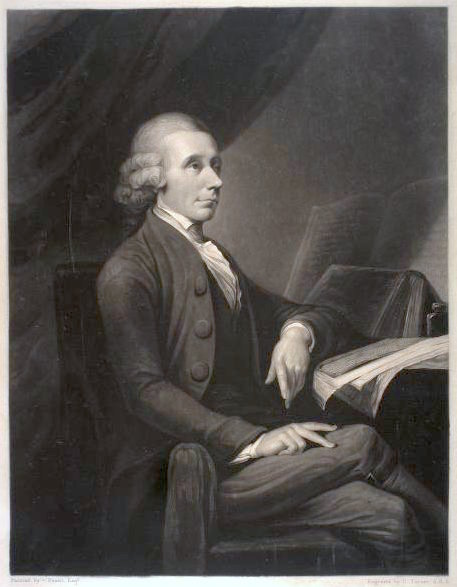
El descubrimiento se le suele adjudicar a Joseph Priestley.

El oxígeno fue descubierto por el farmacéutico sueco Carl Wilhelm Scheele, que produjo oxígeno gaseoso al calentar óxido de mercurio y varios nitratos alrededor de 1772. Scheele llamó al gas «aire del fuego», porque era el único apoyo conocido para la combustión, y escribió un informe de su descubrimiento en un manuscrito que tituló «Chemische Abhandlung von der Luft und dem Feuer» («Tratado químico del aire y del fuego») y envió a su editor en 1775, si bien no se publicó hasta 1777.
Entretanto, el 1 de agosto de 1774, el clérigo británico Joseph Priestley condujo un experimento en el que enfocó la luz solar sobre óxido de mercurio (II) (HgO) en el interior de un tubo de cristal, lo que liberó un gas que él llamó «aire desflogisticado». Notó que las velas prendían más vivamente en el gas y que el ratón estaba más activo y vivía más tiempo mientras lo respiraba. Tras inhalar él mismo el gas, escribió: «La sensación del gas en mis pulmones no era perceptiblemente diferente al del aire normal, pero sentí mi pecho particularmente ligero y desahogado durante un rato después». Priestley publicó sus hallazgos en 1775 en un artículo titulado «An Account of Further Discoveries in Air» («Informe de más descubrimientos en el aire»), que incluyó en el segundo volumen de su libro titulado Experiments and Observations on Different Kinds of Air. Debido a que publicó sus hallazgos primero, Priestley suele ser considerado el autor del descubrimiento.
El renombrado químico francés Antoine Lavoisier reclamó posteriormente haber descubierto la sustancia de forma independiente. No obstante, Priestley visitó a Lavoisier en octubre de 1774 y le habló sobre su experimento y cómo había liberado el nuevo gas. Scheele también escribió una carta a Lavoisier, el 30 de septiembre de ese mismo año, en la que describía su propio descubrimiento de la sustancia antes desconocida, pero el francés nunca accedió a recibirla. Después de la muerte de Scheele se encontró una copia de la carta entre sus pertenencias.

### Contribución de Lavoisier

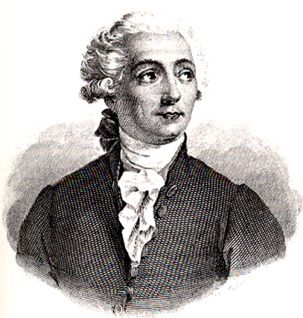
Antoine Lavoisier desacreditó la teoría del flogisto.

Aunque fue cuestionado en su época, Lavoisier condujo los primeros experimentos cuantitativos adecuados sobre la oxidación y dio la primera explicación correcta acerca del funcionamiento de la combustión. Usó estos y otros experimentos similares, que comenzaron en 1774, para desacreditar la teoría del flogisto y demostrar que la sustancia descubierta por Priestley y Scheele era un elemento químico.
En un experimento Lavoisier observó que no se producía un incremento global en el peso cuando el estaño y el aire se calentaban en un contenedor cerrado. Notó que, cuando abrió el contenedor, el aire entró súbitamente en él, lo que indicaba que parte del aire atrapado se había consumido. También notó que el estaño había aumentado su peso y que el aumento era igual al del peso del aire que volvió al contenedor cuando lo abrió. Este y otros experimentos sobre la combustión se documentaron en su libro Sur la combustion en général, publicado en 1777. En esa obra probó que el aire es una mezcla de dos gases: el «aire esencial», fundamental para la combustión y la respiración, y el azote (del griego ἄζωτον, sin vida), que no servía para ninguna de las dos y se denominaría posteriormente nitrógeno.
Lavoisier renombró al «aire esencial» como oxígeno en 1777, desde las raíces griegas ὀξύς (oxys) (ácido, literalmente «punzante», por el sabor de los ácidos) y -γενής (-genēs) (productor, literalmente «engendrador»), porque pensaba, erróneamente, que el oxígeno era un constituyente de todos los ácidos. Los químicos —en particular sir Humphry Davy en 1812— al cabo de un tiempo determinaron que Lavoisier se equivocó en su apreciación pues, de hecho, es el hidrógeno el que forma la base de los ácidos, pero el nombre ya se había popularizado.

### Historia posterior

Robert Goddard y un cohete de combustible de oxígeno líquido.

La hipótesis atómica original de John Dalton asumía que todos los elementos eran monoatómicos y que los átomos de los compuestos tendrían normalmente las relaciones atómicas más simples. Por ejemplo, Dalton pensaba que la fórmula del agua era HO, y presentaba la masa atómica del oxígeno como 8 veces la del hidrógeno, en vez de 16, el valor que se le da hoy en día. En 1805, Louis Joseph Gay-Lussac y Alexander von Humboldt mostraron que el agua está formada por dos volúmenes de hidrógeno y uno de oxígeno y, en 1811, Amedeo Avogadro dio con la correcta interpretación de la composición del líquido, basado en la que hoy se denomina Ley de Avogadro y en la suposición de moléculas diatómicas elementales.
A finales del siglo XIX los investigadores se dieron cuenta de que el aire podía licuarse y sus componentes aislarse mediante compresión y enfriamiento. Utilizando un método de cascada, el químico y físico suizo Raoul Pictet evaporó dióxido de azufre para licuar dióxido de carbono, que por su parte era evaporado para enfriar el oxígeno gaseoso lo suficiente como para pasarlo a líquido. Envió un telegrama a la Academia de Ciencias de Francia el 22 de diciembre de 1877 en el que anunciaba su descubrimiento del oxígeno líquido. Solo dos días después, el físico francés Louis Paul Cailletet anunció su propio método para licuar oxígeno molecular. En ambos casos solo se produjeron unas pocas gotas del líquido, por lo que no se pudo llevar a cabo un análisis concluyente. El oxígeno fue licuado de forma estable por primera vez el 29 de marzo de 1883 por los científicos polacos de la Universidad Jagellónica Zygmunt Wróblewski y Karol Olszewski.
En 1891 el químico escocés James Dewar pudo producir la suficiente cantidad de oxígeno líquido para estudiarlo. El primer proceso viable comercialmente para producir oxígeno líquido fue desarrollado en 1895 de forma independiente por los ingenieros Carl von Linde, alemán, y William Hampson, británico. Redujeron la temperatura del aire hasta que se licuó y, entonces, destilaron los componentes gaseosos haciéndolos bullir uno a uno y capturándolos. Más tarde, en 1901, la soldadura de oxiacetileno se demostró por primera vez al quemar una mezcla de acetileno y O2 comprimido. Este método de soldadura y cortado del metal se convertiría después en habitual.
El físico William Thomson, en 1898, calculó que el oxígeno que permanece en el planeta tiene solo unos 400 o 500 años, basándose en el ritmo de uso de los combustibles fósiles en la combustión.
En 1923 el científico estadounidense Robert Goddard se convirtió en la primera persona en desarrollar un motor cohete que usaba gasolina como combustible y oxígeno líquido como oxidante. El 16 de marzo hizo volar con éxito un pequeño cohete propulsado por combustible líquido durante 56 m a 97 km/h, en Auburn (Massachusetts).

## Producción industrial

El voltámetro de Hofmann se usa en la electrólisis del agua.

Se emplean principalmente dos métodos para producir 100 millones de toneladas de O2 extraídas del aire para usos industriales cada año. El más común consiste en destilar fraccionadamente aire licuado en sus diversos componentes, con el N2 destilado como vapor y el O2 dejado como líquido.
El otro método principal de obtención de O2 gaseoso consiste en pasar un chorro de aire limpio y seco a través de un lecho de tamices moleculares de zeolita, que adsorben el nitrógeno y dejan pasar un chorro de gas que es de un 90 a un 93 % O2. Simultáneamente, el otro lecho de zeolita saturada de nitrógeno libera este gas al reducir la presión de funcionamiento de la cámara e introducir en ella a contracorriente parte del oxígeno separado en el lecho productor. Después de cada ciclo completo, los lechos se intercambian, lo que permite un suministro constante de oxígeno. Esto se conoce por adsorción por oscilación de presión y se utiliza para producir oxígeno a pequeña escala.
El oxígeno también puede producirse mediante la electrólisis del agua, descomponiéndola en oxígeno e hidrógeno, para lo cual debe usarse una corriente continua; si se usara una corriente alterna, los gases de cada extremo consistirían en hidrógeno y oxígeno en la explosiva relación 2:1. Contrariamente a la creencia popular, la relación 2:1 observada en la electrólisis de corriente continua del agua acidificada no demuestra que la fórmula empírica del agua sea H2O, a menos que se asuman ciertas premisas sobre la fórmula molecular del hidrógeno y el oxígeno. Un método similar es la evolución electrocatalítica del O2 de óxidos a oxoácidos. También se pueden usar catalizadores químicos, como en el generador químico de oxígeno o en las velas de oxígeno que se usan en el equipamiento de apoyo en submarinos y que aún son parte del equipamiento estándar en aerolíneas comerciales para casos de despresurización. Otra tecnología de separación del aire consiste en forzar la disolución del aire a través de membranas de cerámica basadas en dióxido de zirconio, ya sea por alta presión o por corriente eléctrica, para producir O2 gaseoso prácticamente puro.
Para grandes cantidades el precio del oxígeno líquido era en 2001 de, aproximadamente, 0.21 USD/kg. El coste de la energía necesaria para licuar el aire supone el principal coste de producción, por lo cual el coste del oxígeno varía en función del precio de la energía. Por razones de economía, el oxígeno se suele transportar en grandes cantidades en estado líquido, almacenado en tanques especialmente aislados, ya que un litro de oxígeno licuado equivale a 840 litros de oxígeno gaseoso a presión atmosférica y 20 °C (68 °F). Estas cisternas se usan para rellenar los grandes contenedores de oxígeno líquido que se encuentran en el exterior de los hospitales y demás instituciones que necesitan ingentes cantidades de oxígeno gaseoso puro. El oxígeno líquido se pasa por unos intercambiadores de calor que convierten el líquido criogénico en gas antes de que entre en el edificio. El oxígeno también se almacena y envía en cilindros que contienen el gas comprimido, lo que resulta útil para ciertas aplicaciones médicas portátiles y oxicorte.

## Usos y aplicaciones
El 55 % de la producción mundial de oxígeno se consume en la producción de acero. Otro 25 % se dedica a la industria química. Del 20 % restante la mayor parte se usa para aplicaciones medicinales, oxicorte, como oxidante en combustible de cohetes y en tratamiento de aguas.

### Medicina
El propósito esencial de la respiración es tomar el O2 del aire y, en medicina, se usan suplementos de oxígeno. El tratamiento no solo incrementa los niveles de oxígeno en la sangre del paciente, sino que tiene el efecto secundario de disminuir la resistencia al flujo de la sangre en muchos tipos de pulmones enfermos, lo que facilita el trabajo de bombeo del corazón. La oxigenoterapia se usa para tratar el enfisema, la neumonía, algunas insuficiencias cardíacas, algunos desórdenes que causan una elevada presión arterial pulmonar y cualquier enfermedad que afecte a la capacidad del cuerpo para tomar y usar el oxígeno.
Los tratamientos son lo suficientemente flexibles como para ser usados en hospitales, la vivienda del paciente o, cada vez más, con instrumentos móviles. Así, las tiendas de oxígeno se solían usar como suplementos de oxígeno, pero han ido sustituyéndose por las máscaras de oxígeno y las cánulas nasales.
La medicina hiperbárica (de alta presión) usa cámaras especiales de oxígeno para aumentar la presión parcial del O2 en el paciente y, cuando son necesarias, en el personal médico. La intoxicación por monóxido de carbono, la mionecrosis (gangrena gaseosa) y el síndrome de descompresión a veces se tratan con estos aparatos. El aumento de la concentración del O2 en los pulmones ayuda a desplazar el monóxido de carbono del hemogrupo de hemoglobina. El oxígeno es tóxico para la bacteria anaerobia que causa la gangrena gaseosa, de manera que aumentar su presión parcial ayuda a acabar con ellas. El síndrome de descompresión les sucede a los buzos que salen demasiado rápido del mar, lo que resulta en la formación de burbujas de gas inerte, sobre todo nitrógeno, en su sangre.
También se usa oxígeno para pacientes que necesitan ventilación mecánica, normalmente a concentraciones superiores al 21 % encontrado en el aire ambiental. Por otra parte, el isótopo 15O se usó de forma experimental en la tomografía por emisión de positrones.

### Apoyo vital y uso recreativo

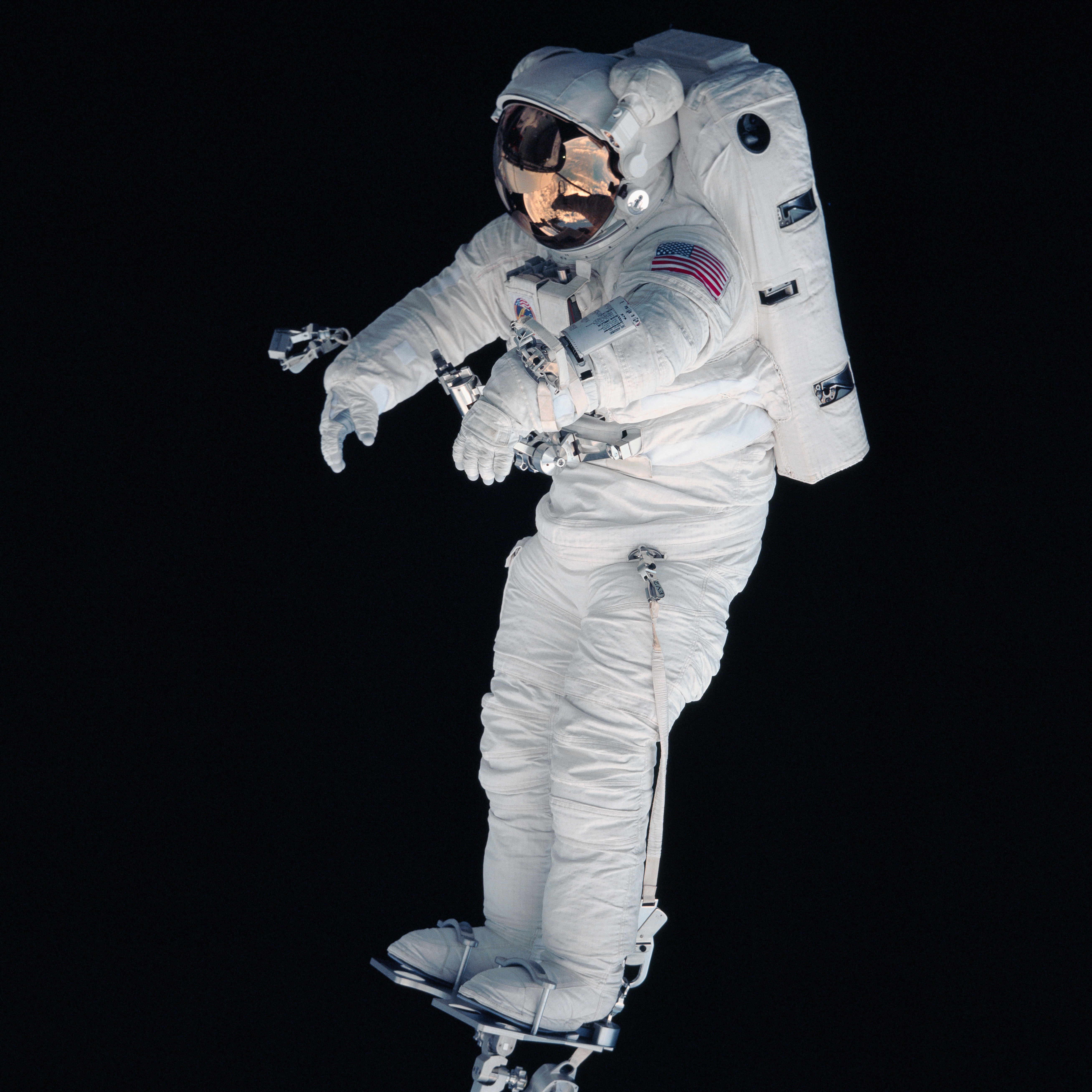
En los trajes espaciales se usa O_{2} a baja presión.

Una aplicación notable del O2 como gas respirable de baja presión se encuentra en los trajes espaciales modernos, que envuelven el cuerpo de sus ocupantes con aire presurizado. Estos dispositivos usan oxígeno casi puro a una presión de alrededor de un tercio de la común, lo que da como resultado una presión parcial normal en el O2 de la sangre. Este intercambio de oxígeno de alta concentración para una baja presión es necesario para mantener la flexibilidad de los trajes espaciales.
Los buceadores y los tripulantes de submarinos también usan O2 artificialmente proporcionado, pero la mayoría usan una presión normal o una mezcla de oxígeno y aire. El uso de O2 puro o casi puro en buceo a presiones por encima del nivel del mar se limita generalmente a los descansos, descompresiones y tratamientos de emergencia a relativamente poca profundidad (~6 metros o menos). El buceo a mayor profundidad requiere una dilución significativa de O2 con otros gases, como nitrógeno o helio, para ayudar a prevenir el efecto de Paul Bert (toxicidad del oxígeno).
Los escaladores de montaña y los que viajan en aviones no presurizados a veces tienen un suplemento de O2. Los pasajeros de aviones comerciales (presurizados) tienen un suministro de O2 para emergencias, que les es puesto automáticamente a su disposición en caso de despresurización de la cabina. Una pérdida repentina de presión en la cabina activa generadores químicos de oxígeno sobre cada asiento y hace caer máscaras de oxígeno. Al tirar de la máscara para comenzar el flujo de oxígeno, tal y como indican las instrucciones de seguridad, se fuerzan las limaduras de hierro en el clorato de sodio dentro del recipiente. Se produce, entonces, un chorro constante de oxígeno debido a la reacción exotérmica.
El oxígeno, como un supuesto eufórico suave, tiene una historia de uso recreativo en deportes y bares de oxígeno. Estos son establecimientos que aparecieron en Japón, California y Las Vegas a finales de los años 1990 que ofertan exposiciones a niveles de O2 superiores a lo normal a cambio de una determinada tarifa. Los atletas profesionales, especialmente en fútbol americano, también salen del campo en ocasiones, durante los descansos, para ponerse máscaras de oxígeno y obtener una estimulación en su juego. El efecto farmacológico es dudoso y el efecto placebo es la explicación más factible. Existen estudios que respaldan esa estimulación con mezclas de O2 enriquecido, pero solo si se inhalan durante el ejercicio aeróbico.

### Industria

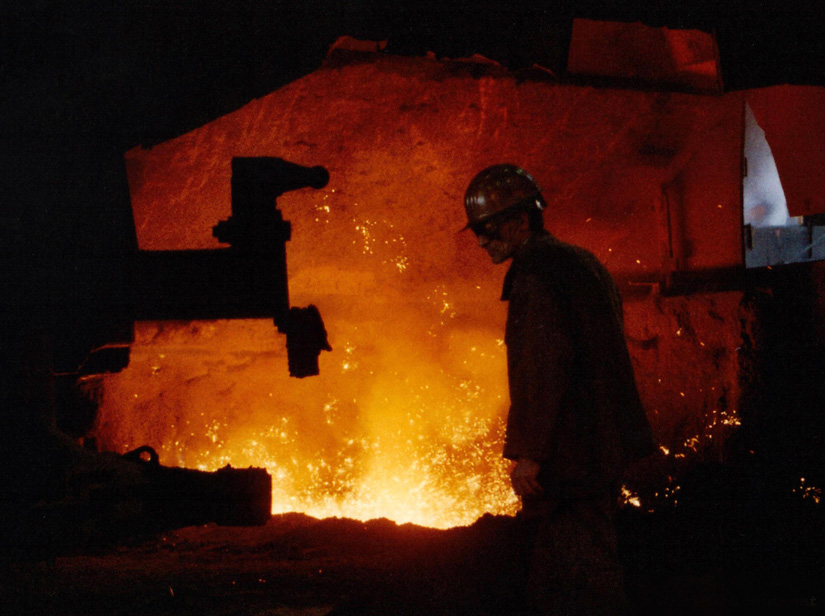
La mayor parte del O_{2} producido con propósito comercial se utiliza para la fundición del hierro en acero.

La fundición de mena de hierro en acero consume el 55 % del oxígeno producido comercialmente. En este proceso, el O2 es inyectado mediante una lanza de alta presión en el molde de hierro, que expulsa las impurezas de Azufre y el exceso de Carbono, en forma de sus respectivos óxidos, SO2 y CO2. Las reacciones son exotérmicas y la temperatura asciende hasta los 1700 °C.
Otro 25 % de este oxígeno se dedica a la industria química. El etileno reacciona con el O2 para crear óxido de etileno, que, a su vez, se convierte en etilenglicol, el material usado como base para fabricar una gran variedad de productos, entre otros los anticongelantes y los polímeros de poliéster (los precursores de muchos plásticos y textiles). Se utiliza oxígeno o aire en el proceso de oxi-craqueo, para la producción de ácido acrílico, diformil-furano y ácido bencílico. Por otro lado, la síntesis electroquímica de peróxido de hidrógeno a partir de oxígeno es una tecnología prometedora para reemplazar el proceso de hidroquinona utilizado actualmente. Por último, pero no menos importante, la oxidación catalítica se utiliza en posquemadores para eliminar gases peligrosos.
El oxígeno se usa en el oxicorte quemando acetileno con O2 para producir una llama muy caliente. En este proceso, el metal de hasta 60 centímetros de grosor se calienta primero con una pequeña llama de oxiacetileno para después ser rápidamente cortado por un gran chorro de O2.

### Ciencia

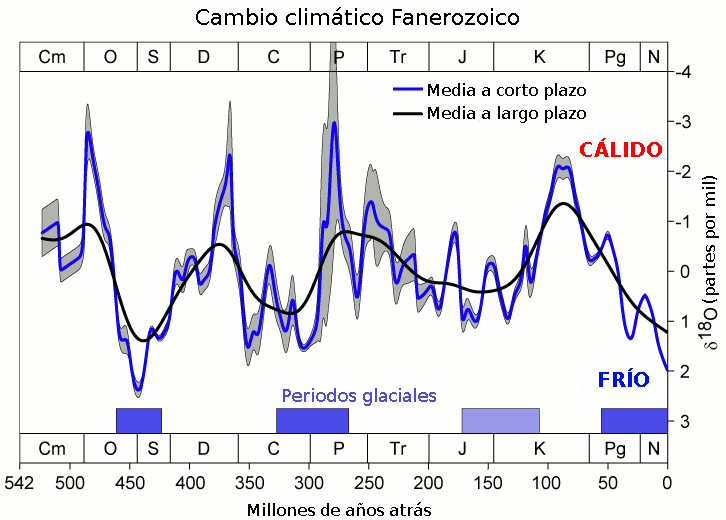
500 millones de años de cambio climático comparados con el nivel de ^{18}O.

Los paleoclimatólogos miden la relación entre el oxígeno‑18 y el oxígeno‑16 en los esqueletos y exoesqueletos de los organismos marinos para determinar cómo era el clima hace millones de años. Las moléculas de agua de mar que contienen el isótopo más ligero, el oxígeno‑16, se evaporan a un ritmo ligeramente mayor que las moléculas que contienen oxígeno‑18 (un 12 % más pesado); esta disparidad se incrementa a bajas temperaturas. En periodos con una temperatura global más baja, la nieve y la lluvia procedentes de esa agua evaporada tienden a ser más ricas en oxígeno‑16, mientras que el agua marina que queda tiende a serlo en oxígeno‑18. Los organismos marinos, por tanto, incorporan más oxígeno‑18 en sus esqueletos y exoesqueletos de lo que harían en un medio más cálido. Los paleoclimatólogos también miden directamente esta relación en las moléculas de agua de muestras de núcleo de hielo que se han conservado durante varios cientos de miles de años.
Los geólogos planetarios han medido las diferencias en la abundancia de isótopos de oxígeno en muestras de la Tierra, la Luna, Marte y meteoritos, pero no han estado lejos de poder obtener valores de referencia para las relaciones entre isótopos del Sol, que se creen iguales a aquellas de la nebulosa protosolar. Sin embargo, el análisis de una oblea de Silicio expuesta al viento solar en el espacio y devuelta a la Tierra por la sonda Génesis desveló que el Sol tiene una proporción de oxígeno‑16 mayor que nuestro planeta. La medición implica que un proceso desconocido agotó el oxígeno‑16 del disco protoplanetario del Sol antes de la fusión de los granos de polvo que formaron la Tierra.
El oxígeno presenta dos bandas de absorción espectrofotométrica con máximos en longitudes de onda de 687 y 760 nanómetros. Algunos científicos de detección remota han propuesto usar la medición del resplandor procedente de los doseles de vegetación en aquellas bandas para caracterizar la salud de las plantas desde una plataforma satelital. Esta aproximación explota el hecho de que en esas bandas es posible distinguir la reflectividad de la vegetación de su fluorescencia, que es mucho más débil. La medición tiene una alta dificultad técnica, debido a la baja relación señal/ruido y la estructura física de la vegetación, pero se ha propuesto como un posible método de monitoreo del ciclo del carbono desde satélites a escala global.

## Compuestos

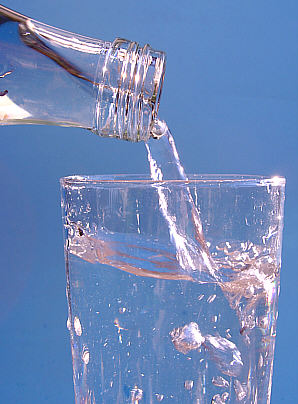
El agua (H_{2}O) es el compuesto de oxígeno más familiar.

El estado de oxidación del oxígeno es -2 en casi todos los compuestos conocidos del oxígeno. Por su parte, el estado de oxidación -1 se encuentra en unos cuantos compuestos, como los peróxidos. Los compuestos en otro estado de oxidación son muy poco comunes: −1/2 (superóxidos), −1/3 (ozónidos), 0 (elemental, hipofluoroso), +1/2 (dioxigenil), +1 (difluoruro de dioxígeno) y +2 (difluoruro de oxígeno).

### Óxidos y otros compuestos inorgánicos
El agua (H2O) es el óxido de hidrógeno y es el compuesto de oxígeno más común. Los átomos de hidrógeno están enlazados covalentemente al oxígeno en la molécula de agua, pero también tienen una atracción adicional (sobre 23.3 kJ·mol−1 por átomo de hidrógeno) con un átomo de oxígeno adyacente de una molécula diferente. Estos enlaces de hidrógeno entre las moléculas de agua las mantienen aproximadamente un 15 % más cerca de lo que sería esperable en un líquido simple solo con las fuerzas de Van der Waals.

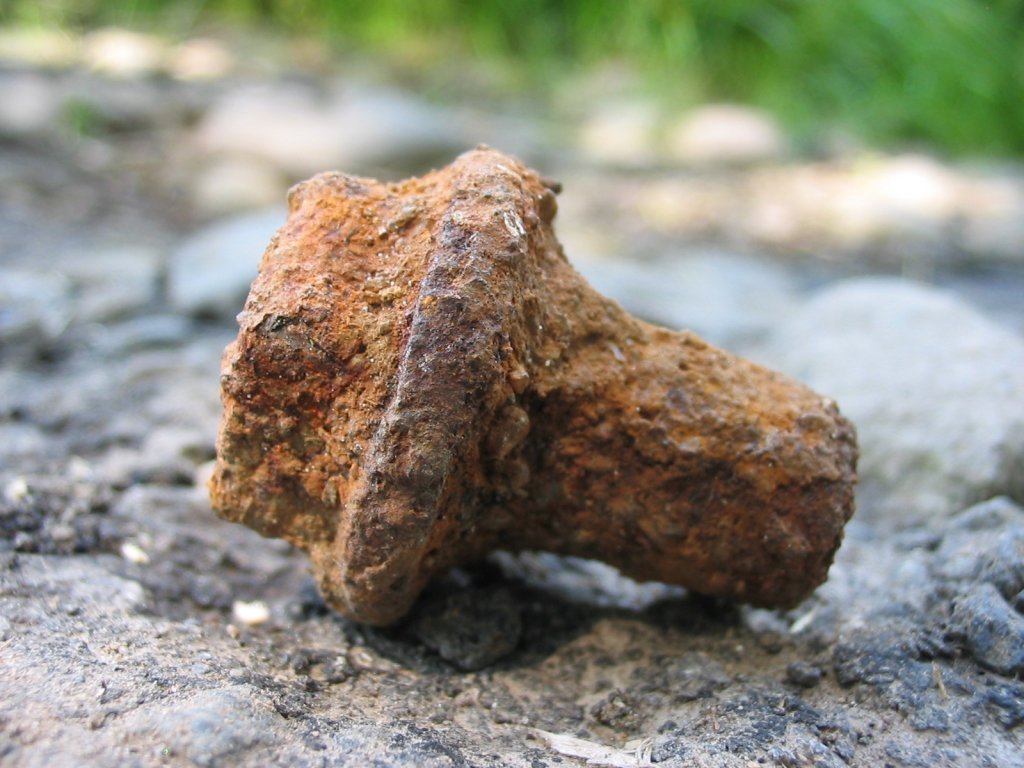
Los óxidos, como el óxido de hierro o el orín, se forman cuando el oxígeno se combina con otros elementos.

Debido a su electronegatividad, el oxígeno forma enlaces químicos con casi todos los demás elementos a temperaturas elevadas para dar los óxidos correspondientes. Sin embargo, algunos elementos forman óxidos directamente a condiciones normales de presión y temperatura, como el orín formado del Hierro. La superficie de metales como el aluminio y el titanio se oxidan en presencia del aire y se cubren con una fina capa de óxido que pasiva el metal y ralentiza la corrosión. Algunos de los óxidos metálicos de transición se encuentran en la naturaleza como compuestos no estequiométricos, con ligeramente menos metal de lo que la fórmula química sugiere. Por ejemplo, el FeO (wustita), que se forma de manera natural, se escribe en realidad como Fex-1O, donde la «x» está normalmente en torno a 0.05.
El oxígeno como compuesto está presente en la atmósfera en pequeñas cantidades en forma de dióxido de carbono (CO2). La roca de la corteza terrestre se compone de grandes partes de óxidos de Silicio (dióxido de silicio SiO2, que se encuentra en el granito y la arena), aluminio (alúmina Al2O3, en la bauxita y el corindón), hierro (óxido férrico Fe2O3, en la hematita y el orín) y calcio (carbonato cálcico CaCO3, en la caliza). El resto de la corteza terrestre se compone también de compuestos de oxígeno, en particular varios silicatos complejos. En el manto terrestre, de una masa mucho mayor que la corteza, abundan los silicatos de hierro y Magnesio.
Los silicatos solubles en agua con las formas Na4SiO4, Na2SiO3 y Na2Si2O5 se utilizan como detergentes y adhesivos. El oxígeno también actúa como ligazón para metales de transición, formando enlaces de O2 metálico con el átomo de iridio en el complejo de Vaska, con el platino en el PtF6 y con el centro de hierro en el grupo hemo de la hemoglobina.

### Compuestos orgánicos y biomoléculas

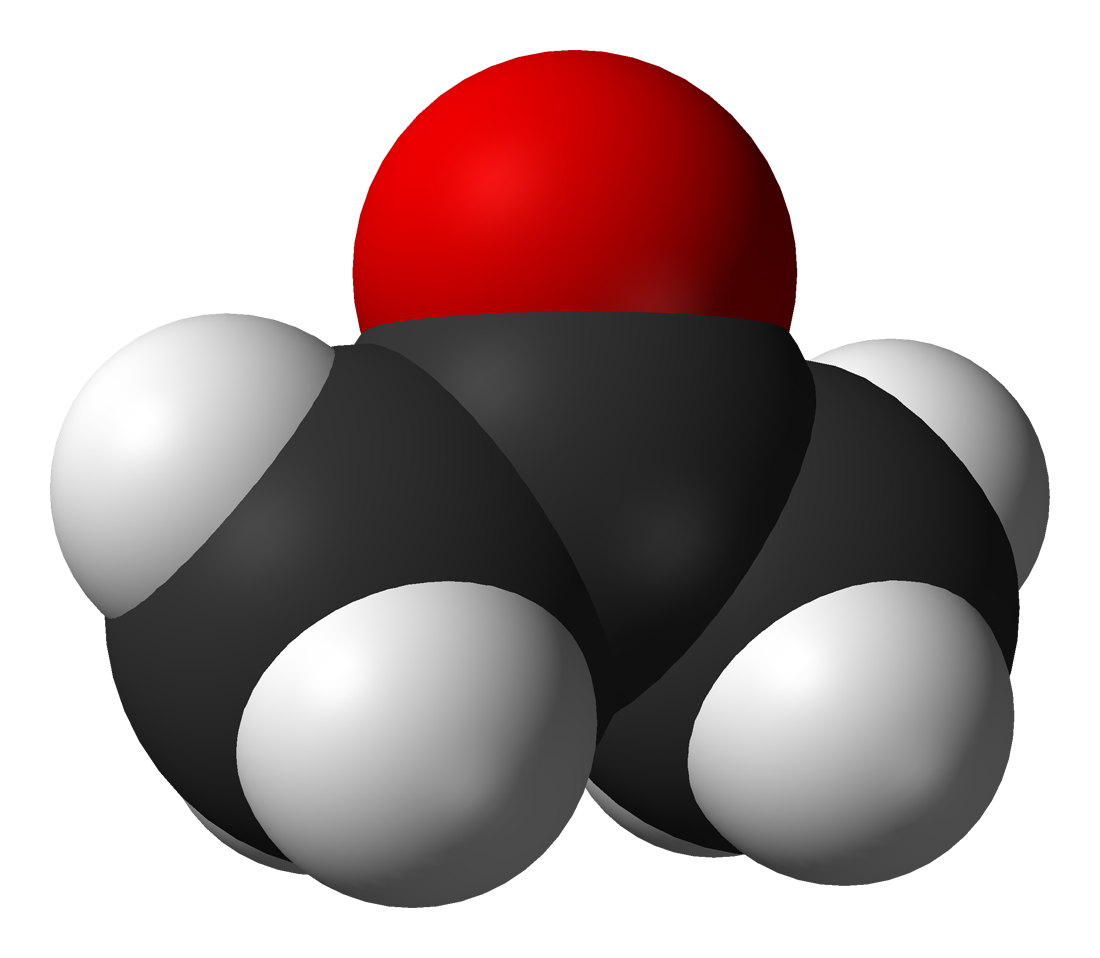
La acetona es un material importante para la industria química.
Oxígeno
Carbono
Hidrógeno

El oxígeno representa más del 40 % de la masa molecular de la molécula de la ATP.

Entre las clases más importantes de compuestos orgánicos que contienen oxígeno están los siguientes (donde «R» es un grupo orgánico): alcoholes (R‑OH), éteres (R‑O‑R), cetonas (R‑CO‑R), aldehídos (R‑CO‑H), ácidos carboxílicos (R‑COOH), Ésteres (R‑COO‑R), anhídridos de ácido (R‑CO‑O‑CO‑R) y amidas (R‑C(O)‑NR2). Hay muchos disolventes orgánicos importantes que contienen oxígeno, entre ellos: acetona, metanol, etanol, alcohol isopropílico, furano, tetrahidrofurano, éter etílico, dioxano, etanoato de etilo, dimetilformamida, dimetilsulfóxido, ácido acético y ácido fórmico. La acetona (CH3(CO)CH3) y el fenol (C6H5OH) se usan como materiales en la síntesis de muchas sustancias diferentes. Otros compuestos orgánicos importantes que contienen oxígeno son: glicerol, formaldehído, glutaraldehído, ácido acético y acetamida. Los epóxidos son éteres en los que el átomo de oxígeno forma parte de un anillo de tres átomos.
El oxígeno reacciona espontáneamente con muchos compuestos orgánicos a temperatura ambiente o inferior, en un proceso llamado autooxidación. La mayor parte de los compuestos orgánicos que contienen oxígeno no se producen por la acción directa del O2. Los compuestos orgánicos importantes en la industria y el comercio producidos por oxidación directa de un precursor incluyen al óxido de etileno y el ácido peracético.
El elemento se encuentra en casi todas las biomoléculas importantes para (o generadas por) la vida. Solo unas cuantas biomoléculas complejas comunes, como el escualeno y el caroteno, no contienen oxígeno. De los compuestos orgánicos con relevancia biológica, los carbohidratos contienen la mayor proporción de oxígeno en su masa. Todas las grasas, ácidos grasos, aminoácidos y proteínas contienen oxígeno (debido a la presencia de grupos carbonilos en esos ácidos y sus residuos de éster). El oxígeno también está presente en grupos de fosfato (PO4-3) en las moléculas biológicamente importantes que transportan energía, ATP y ADP, en la columna vertebral y las purinas (excepto la adenina y las pirimidinas de ARN y ADN) y en los huesos como fosfato cálcico e hidroxiapatita.

## Seguridad y precauciones

### Toxicidad

Los principales síntomas de la toxicidad del oxígeno.

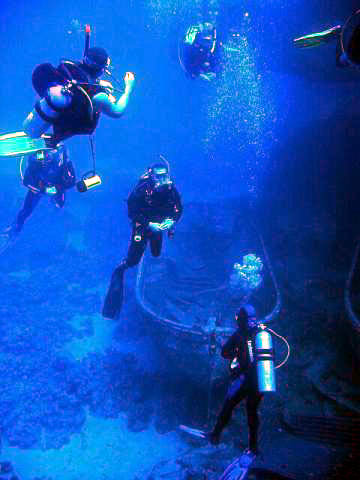
La toxicidad del oxígeno tiene lugar cuando los pulmones toman una presión parcial del O_{2} mayor de lo normal, lo que puede suceder durante el buceo.

El O2 gaseoso puede ser tóxico a presiones parciales elevadas, produciendo convulsiones y otros problemas de salud. La toxicidad generalmente comienza a aparecer con presiones parciales de más de 50 kPa o 2,5 veces la presión parcial del O2 a nivel del mar (21 kPa; igual a alrededor del 50 % de la composición del oxígeno a presión normal). Esto no resulta un problema excepto para pacientes con ventilación mecánica, debido a que el gas administrado a través de las máscaras de oxígeno se compone típicamente de solo un 30 %-50 % de O2 por volumen (sobre 30 kPa a presión normal), aunque estas cifras varían sensiblemente dependiendo del tipo de máscara.
Durante un tiempo, los bebés prematuros se colocaban en incubadoras que contenían aire rico en O2, pero esta práctica cesó después de que algunos de estos niños perdieran la visión.
La respiración de O2 puro en aplicaciones espaciales, como en algunos trajes aeroespaciales modernos o en naves pioneras como la Apolo, no causa daños debido a las bajas presiones totales utilizadas. En el caso de los trajes, la presión parcial del O2 en el gas respiratorio se encuentra, en general, sobre 30 kPa (1,4 veces lo normal) y la presión parcial resultante en la sangre arterial del astronauta solo está marginalmente por encima de lo normal al nivel del mar.
La toxicidad del oxígeno para los pulmones y el sistema nervioso central también puede darse en el buceo profundo y en el buceo profesional. La respiración prolongada de una mezcla de aire con una presión parcial de O2 mayor a 60 kPa puede llegar a producir una fibrosis pulmonar permanente. La exposición a presiones parciales superiores a 160 kPa (~1,6 atmósferas) podría causar convulsiones, normalmente fatales para los buzos. La toxicidad aguda puede producirse al respirar una mezcla de aire con más de un 21 % de O2 a 66 o más metros de profundidad; lo mismo puede ocurrir al respirar un 100 % de O2 a solo 6 metros.

### Combustión y otros riesgos

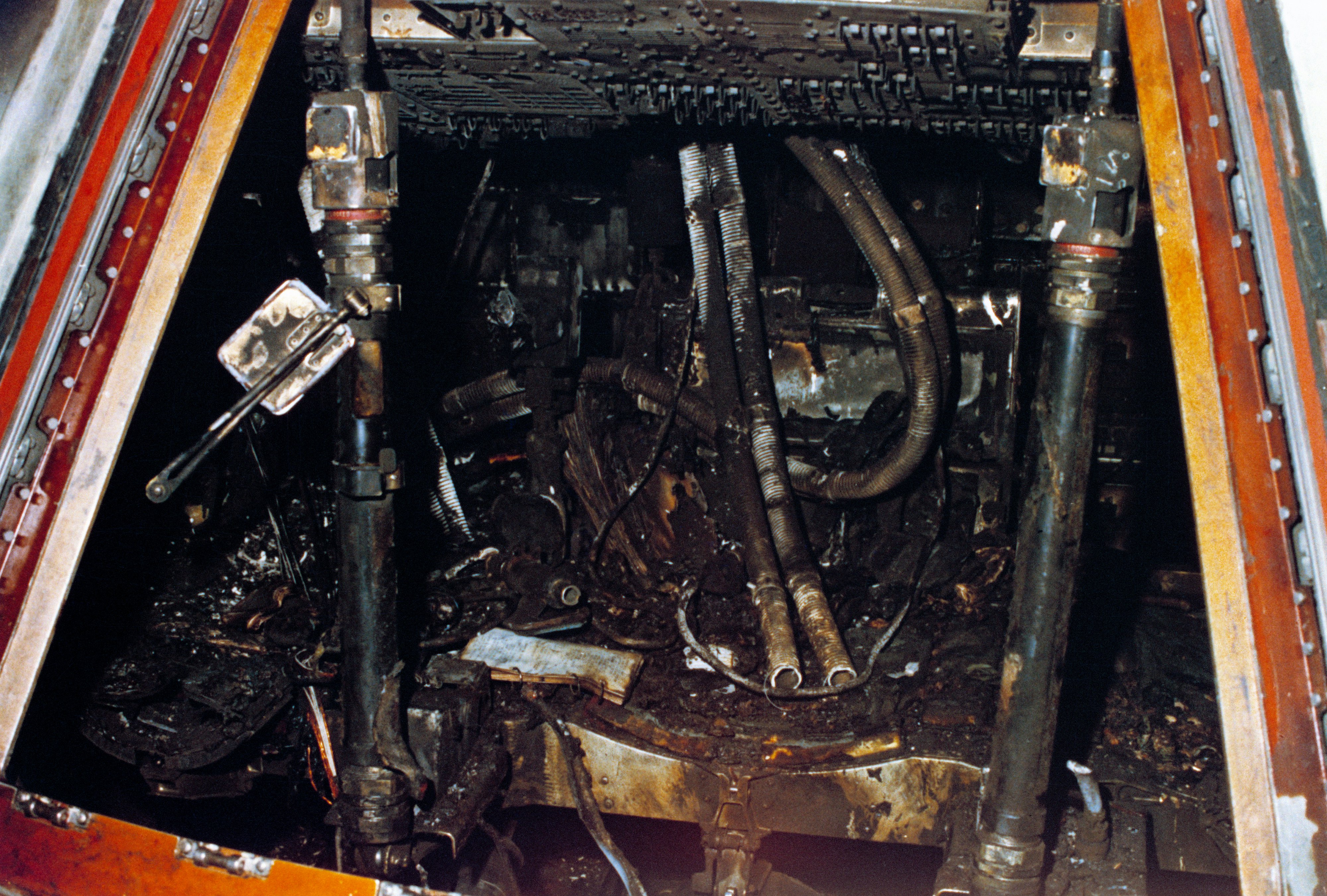
El interior del módulo de mando del Apolo 1. El O_{2} puro a una presión mayor de lo normal y una chispa produjeron un incendio y la consiguiente pérdida de la tripulación.

Las fuentes de oxígeno que están altamente concentradas estimulan una rápida combustión. Los riesgos de fuego y explosión se dan cuando los oxidantes concentrados y los combustibles se sitúan demasiado cerca entre sí; sin embargo, la ignición, ya sea por el calor o por una chispa, es necesaria para iniciar la combustión. El oxígeno en sí mismo no es un combustible, sino un oxidante. Los riesgos de la combustión también se aplican a compuestos de oxígeno de alto potencial oxidante, como los peróxidos, cloratos, nitratos, percloratos y dicromatos, porque pueden dar oxígeno al fuego.
El O2 concentrado permite una combustión rápida y enérgica. Las tuberías y los recipientes de acero usados para almacenar y trasmitir tanto el oxígeno líquido como el gaseoso actúan como combustible; por tanto, el diseño y la fabricación de los sistemas de O2 requieren una atención especial para asegurar que las fuentes de ignición se minimizan. El incendio que acabó con la vida de la tripulación del Apolo 1 en una prueba en la plataforma de lanzamiento se extendió tan rápidamente debido a que la cápsula estaba presurizada con O2 puro, pero a una presión ligeramente mayor que la atmosférica, en lugar de una presión de 1/3 de la normal que debía usarse en la misión.
En caso de un derrame de oxígeno líquido, si este llega a empaparse en materia orgánica como madera, productos petroquímicos y asfalto puede provocar que estos materiales detonen de forma impredecible al sufrir un impacto mecánico posterior. Al igual que otros líquidos criogénicos, en contacto con el cuerpo humano puede causar congelamiento en piel y ojos.